# ترينس (بني سملولة)
ترينس هو دُوَّار يقع بجماعة تاسيفت، إقليم شفشاون، جهة طنجة تطوان الحسيمة في المملكة المغربية. ينتمي الدوّار لمشيخة بني سملولة التي تضم 5 دواوير. يقدر عدد سكانه بـ 758 نسمة حسب الإحصاء الرسمي للسكان والسكنى لسنة 2004.

## روابط خارجية
- البوابة الوطنية للجماعات الترابية نسخة محفوظة 12 مارس 2018 على موقع واي باك مشين.
- المندوبية السامية للتخطيط